# Candelaria (Lempira)
Pour les articles homonymes, voir Candelaria.
Candelaria est une municipalité du Honduras, située dans le département de Lempira. La municipalité est fondée en 1897. Elle comprend 5 villages et 48 hameaux.

## Source de la traduction
- (en) Cet article est partiellement ou en totalité issu de l’article de Wikipédia en anglais intitulé « Candelaria, Lempira » (voir la liste des auteurs).